# Lista di asteroidi (493001-494000)
Di seguito una lista di asteroidi dal numero 493001 al 494000 con data di scoperta e scopritore.

## 493001-493100
| Nome   | Designazione provvisoria | Data di scoperta  | Scopritore        |
| ------ | ------------------------ | ----------------- | ----------------- |
| 493001 | 2014 SZ202               | 12 ottobre 2005   | Spacewatch        |
| 493002 | 2014 SN206               | 11 novembre 2007  | Mt. Lemmon Survey |
| 493003 | 2014 SL207               | 12 gennaio 2011   | Mt. Lemmon Survey |
| 493004 | 2014 ST207               | 23 ottobre 2009   | Mt. Lemmon Survey |
| 493005 | 2014 SC208               | 12 marzo 2010     | WISE              |
| 493006 | 2014 SD210               | 22 agosto 2004    | Spacewatch        |
| 493007 | 2014 SP210               | 30 settembre 2003 | Spacewatch        |
| 493008 | 2014 SH211               | 5 novembre 2010   | Spacewatch        |
| 493009 | 2014 SG212               | 14 luglio 2013    | Pan-STARRS 1      |
| 493010 | 2014 SW212               | 20 settembre 2014 | Pan-STARRS 1      |
| 493011 | 2014 SB213               | 21 aprile 2012    | Pan-STARRS 1      |
| 493012 | 2014 SG214               | 2 aprile 2006     | Spacewatch        |
| 493013 | 2014 SH214               | 4 settembre 2014  | Pan-STARRS 1      |
| 493014 | 2014 SU214               | 5 dicembre 2010   | Spacewatch        |
| 493015 | 2014 SW215               | 26 gennaio 2011   | Mt. Lemmon Survey |
| 493016 | 2014 SF216               | 1º luglio 2013    | Pan-STARRS 1      |
| 493017 | 2014 SJ217               | 20 settembre 2014 | Pan-STARRS 1      |
| 493018 | 2014 ST217               | 2 aprile 2011     | Pan-STARRS 1      |
| 493019 | 2014 SO218               | 25 febbraio 2011  | Mt. Lemmon Survey |
| 493020 | 2014 SW218               | 31 marzo 2003     | Spacewatch        |
| 493021 | 2014 SE219               | 17 dicembre 2003  | Spacewatch        |
| 493022 | 2014 SO219               | 30 agosto 2008    | OAM               |
| 493023 | 2014 SR220               | 20 settembre 2014 | Pan-STARRS 1      |
| 493024 | 2014 SU222               | 16 maggio 2005    | Spacewatch        |
| 493025 | 2014 SY222               | 14 settembre 2014 | Spacewatch        |
| 493026 | 2014 SL223               | 22 agosto 2014    | Pan-STARRS 1      |
| 493027 | 2014 SM224               | 15 marzo 2008     | Spacewatch        |
| 493028 | 2014 SX226               | 17 gennaio 2007   | Spacewatch        |
| 493029 | 2014 SC227               | 18 settembre 2014 | Pan-STARRS 1      |
| 493030 | 2014 SG227               | 4 gennaio 2011    | Mt. Lemmon Survey |
| 493031 | 2014 SJ229               | 5 settembre 2010  | OAM               |
| 493032 | 2014 SD230               | 13 aprile 2012    | Pan-STARRS 1      |
| 493033 | 2014 SK233               | 1º febbraio 2009  | Spacewatch        |
| 493034 | 2014 SL233               | 26 ottobre 2005   | Spacewatch        |
| 493035 | 2014 SA234               | 28 marzo 2008     | Spacewatch        |
| 493036 | 2014 SG234               | 18 aprile 2007    | Mt. Lemmon Survey |
| 493037 | 2014 SA253               | 2 marzo 2012      | Spacewatch        |
| 493038 | 2014 SM253               | 25 settembre 2009 | CSS               |
| 493039 | 2014 SR253               | 8 novembre 2010   | Spacewatch        |
| 493040 | 2014 SH254               | 4 ottobre 2006    | Mt. Lemmon Survey |
| 493041 | 2014 SU256               | 18 ottobre 2009   | CSS               |
| 493042 | 2014 SA257               | 2 settembre 2014  | Pan-STARRS 1      |
| 493043 | 2014 SG257               | 12 settembre 2007 | Mt. Lemmon Survey |
| 493044 | 2014 ST257               | 17 agosto 2009    | Spacewatch        |
| 493045 | 2014 SA263               | 22 agosto 1999    | CSS               |
| 493046 | 2014 SJ263               | 16 novembre 2006  | Mt. Lemmon Survey |
| 493047 | 2014 SA264               | 9 ottobre 2010    | Mt. Lemmon Survey |
| 493048 | 2014 SO265               | 4 luglio 2010     | Mt. Lemmon Survey |
| 493049 | 2014 SZ265               | 19 settembre 2014 | Pan-STARRS 1      |
| 493050 | 2014 SX266               | 5 luglio 2014     | Pan-STARRS 1      |
| 493051 | 2014 SU278               | 5 ottobre 2005    | Mt. Lemmon Survey |
| 493052 | 2014 SP279               | 13 aprile 2012    | Pan-STARRS 1      |
| 493053 | 2014 SW279               | 13 marzo 2011     | Spacewatch        |
| 493054 | 2014 SM280               | 28 febbraio 2012  | Pan-STARRS 1      |
| 493055 | 2014 SJ281               | 15 novembre 2003  | Spacewatch        |
| 493056 | 2014 SN281               | 22 settembre 2014 | Spacewatch        |
| 493057 | 2014 SO281               | 5 novembre 2010   | Spacewatch        |
| 493058 | 2014 SR281               | 20 novembre 2009  | Spacewatch        |
| 493059 | 2014 SV281               | 22 settembre 2014 | Spacewatch        |
| 493060 | 2014 SY281               | 13 dicembre 2009  | Mt. Lemmon Survey |
| 493061 | 2014 SF282               | 25 ottobre 2005   | Spacewatch        |
| 493062 | 2014 SK282               | 6 novembre 2010   | Mt. Lemmon Survey |
| 493063 | 2014 SP283               | 24 ottobre 2003   | Spacewatch        |
| 493064 | 2014 SD287               | 18 ottobre 2003   | Spacewatch        |
| 493065 | 2014 SK287               | 2 settembre 2014  | Pan-STARRS 1      |
| 493066 | 2014 SP292               | 28 settembre 2003 | Spacewatch        |
| 493067 | 2014 SC293               | 23 settembre 2009 | Mt. Lemmon Survey |
| 493068 | 2014 SE293               | 17 aprile 2010    | WISE              |
| 493069 | 2014 SH297               | 15 marzo 2012     | Mt. Lemmon Survey |
| 493070 | 2014 SV297               | 1º agosto 2009    | Spacewatch        |
| 493071 | 2014 SX297               | 18 novembre 2003  | Spacewatch        |
| 493072 | 2014 SG299               | 27 ottobre 2009   | Spacewatch        |
| 493073 | 2014 SO300               | 3 ottobre 2003    | Spacewatch        |
| 493074 | 2014 SU300               | 25 settembre 2014 | Spacewatch        |
| 493075 | 2014 SD301               | 21 agosto 2008    | Spacewatch        |
| 493076 | 2014 SF301               | 10 ottobre 2005   | Spacewatch        |
| 493077 | 2014 SQ307               | 19 aprile 2012    | Mt. Lemmon Survey |
| 493078 | 2014 SB308               | 12 aprile 2010    | WISE              |
| 493079 | 2014 SU309               | 24 settembre 2014 | Mt. Lemmon Survey |
| 493080 | 2014 SP310               | 12 maggio 2012    | Mt. Lemmon Survey |
| 493081 | 2014 SX314               | 25 novembre 2009  | Spacewatch        |
| 493082 | 2014 SZ314               | 26 settembre 2014 | Spacewatch        |
| 493083 | 2014 SJ315               | 13 marzo 2012     | Spacewatch        |
| 493084 | 2014 SC316               | 15 aprile 2013    | Pan-STARRS 1      |
| 493085 | 2014 SM316               | 2 settembre 2014  | Pan-STARRS 1      |
| 493086 | 2014 SQ317               | 2 febbraio 2010   | WISE              |
| 493087 | 2014 SC318               | 3 settembre 2008  | Spacewatch        |
| 493088 | 2014 SW318               | 25 ottobre 2005   | Spacewatch        |
| 493089 | 2014 SS319               | 19 aprile 2007    | Mt. Lemmon Survey |
| 493090 | 2014 SC320               | 13 ottobre 2005   | Spacewatch        |
| 493091 | 2014 SF320               | 25 ottobre 2005   | Mt. Lemmon Survey |
| 493092 | 2014 SL320               | 19 settembre 2001 | Spacewatch        |
| 493093 | 2014 SY320               | 26 marzo 1995     | Spacewatch        |
| 493094 | 2014 ST324               | 1º ottobre 2005   | Mt. Lemmon Survey |
| 493095 | 2014 SL326               | 1º novembre 2010  | Mt. Lemmon Survey |
| 493096 | 2014 SP326               | 19 giugno 2007    | Spacewatch        |
| 493097 | 2014 SB328               | 13 dicembre 2009  | Mt. Lemmon Survey |
| 493098 | 2014 SO330               | 2 ottobre 2003    | Spacewatch        |
| 493099 | 2014 SR333               | 19 settembre 2014 | Pan-STARRS 1      |
| 493100 | 2014 SL334               | 3 novembre 2005   | Spacewatch        |

## 493101-493200
| Nome   | Designazione provvisoria | Data di scoperta  | Scopritore                                                |
| ------ | ------------------------ | ----------------- | --------------------------------------------------------- |
| 493101 | 2014 ST337               | 20 aprile 2007    | Spacewatch                                                |
| 493102 | 2014 SX338               | 20 novembre 2006  | Spacewatch                                                |
| 493103 | 2014 SM341               | 24 ottobre 2009   | Spacewatch                                                |
| 493104 | 2014 SF345               | 13 aprile 2008    | Spacewatch                                                |
| 493105 | 2014 SW347               | 23 marzo 2006     | Spacewatch                                                |
| 493106 | 2014 SF348               | 4 novembre 2004   | Spacewatch                                                |
| 493107 | 2014 SY348               | 19 agosto 2014    | Pan-STARRS 1                                              |
| 493108 | 2014 TB4                 | 16 novembre 2009  | Mt. Lemmon Survey                                         |
| 493109 | 2014 TS6                 | 12 settembre 2009 | Spacewatch                                                |
| 493110 | 2014 TY6                 | 23 settembre 2014 | Spacewatch                                                |
| 493111 | 2014 TN7                 | 24 settembre 1960 | van Houten, C. J., van Houten-Groeneveld, I., Gehrels, T. |
| 493112 | 2014 TZ7                 | 14 maggio 2012    | Pan-STARRS 1                                              |
| 493113 | 2014 TG8                 | 30 agosto 2005    | Spacewatch                                                |
| 493114 | 2014 TH13                | 1º ottobre 2014   | Pan-STARRS 1                                              |
| 493115 | 2014 TT13                | 3 settembre 2014  | Mt. Lemmon Survey                                         |
| 493116 | 2014 TK16                | 3 aprile 2010     | WISE                                                      |
| 493117 | 2014 TH21                | 1º ottobre 2014   | Spacewatch                                                |
| 493118 | 2014 TM24                | 12 maggio 2013    | Pan-STARRS 1                                              |
| 493119 | 2014 TF26                | 2 ottobre 2014    | Pan-STARRS 1                                              |
| 493120 | 2014 TV26                | 18 ottobre 2003   | Spacewatch                                                |
| 493121 | 2014 TJ27                | 27 marzo 2008     | Spacewatch                                                |
| 493122 | 2014 TX28                | 16 agosto 2009    | Spacewatch                                                |
| 493123 | 2014 TE29                | 4 novembre 2005   | Mt. Lemmon Survey                                         |
| 493124 | 2014 TG32                | 12 aprile 2010    | WISE                                                      |
| 493125 | 2014 TN36                | 1º novembre 2005  | Spacewatch                                                |
| 493126 | 2014 TA38                | 21 settembre 2003 | Spacewatch                                                |
| 493127 | 2014 TV38                | 9 aprile 2006     | Spacewatch                                                |
| 493128 | 2014 TF39                | 20 ottobre 2003   | Spacewatch                                                |
| 493129 | 2014 TL39                | 28 ottobre 2005   | Mt. Lemmon Survey                                         |
| 493130 | 2014 TG40                | 3 luglio 2005     | Mt. Lemmon Survey                                         |
| 493131 | 2014 TN40                | 15 agosto 2009    | Spacewatch                                                |
| 493132 | 2014 TR42                | 16 aprile 2013    | Pan-STARRS 1                                              |
| 493133 | 2014 TO43                | 14 marzo 2007     | Mt. Lemmon Survey                                         |
| 493134 | 2014 TB44                | 29 settembre 1992 | Spacewatch                                                |
| 493135 | 2014 TH44                | 28 settembre 2003 | Spacewatch                                                |
| 493136 | 2014 TA45                | 31 marzo 2011     | Pan-STARRS 1                                              |
| 493137 | 2014 TJ45                | 22 ottobre 2009   | Mt. Lemmon Survey                                         |
| 493138 | 2014 TT45                | 15 novembre 2003  | Spacewatch                                                |
| 493139 | 2014 TO46                | 16 marzo 2007     | Mt. Lemmon Survey                                         |
| 493140 | 2014 TX46                | 18 novembre 2003  | Spacewatch                                                |
| 493141 | 2014 TZ46                | 11 settembre 2010 | Mt. Lemmon Survey                                         |
| 493142 | 2014 TS47                | 17 novembre 2009  | Mt. Lemmon Survey                                         |
| 493143 | 2014 TE48                | 31 marzo 2011     | Pan-STARRS 1                                              |
| 493144 | 2014 TP51                | 22 ottobre 2009   | Mt. Lemmon Survey                                         |
| 493145 | 2014 TH52                | 7 maggio 2010     | WISE                                                      |
| 493146 | 2014 TN52                | 17 settembre 2009 | Spacewatch                                                |
| 493147 | 2014 TE54                | 4 agosto 2013     | Pan-STARRS 1                                              |
| 493148 | 2014 TL62                | 9 marzo 2011      | Spacewatch                                                |
| 493149 | 2014 TH65                | 22 aprile 2007    | Spacewatch                                                |
| 493150 | 2014 TP66                | 20 maggio 2004    | Spacewatch                                                |
| 493151 | 2014 TA67                | 17 settembre 2009 | Spacewatch                                                |
| 493152 | 2014 TL67                | 12 ottobre 1998   | Spacewatch                                                |
| 493153 | 2014 TR67                | 21 maggio 2012    | Mt. Lemmon Survey                                         |
| 493154 | 2014 TH68                | 19 settembre 2009 | CSS                                                       |
| 493155 | 2014 TJ68                | 30 settembre 2014 | Mt. Lemmon Survey                                         |
| 493156 | 2014 TX70                | 1º marzo 2010     | WISE                                                      |
| 493157 | 2014 TG71                | 1º maggio 2012    | Mt. Lemmon Survey                                         |
| 493158 | 2014 TS72                | 28 aprile 2012    | Mt. Lemmon Survey                                         |
| 493159 | 2014 TY72                | 31 gennaio 2006   | Spacewatch                                                |
| 493160 | 2014 TZ72                | 19 ottobre 2003   | Spacewatch                                                |
| 493161 | 2014 TZ73                | 2 luglio 2008     | Mt. Lemmon Survey                                         |
| 493162 | 2014 TN74                | 18 maggio 2013    | Mt. Lemmon Survey                                         |
| 493163 | 2014 TP74                | 26 novembre 2005  | Spacewatch                                                |
| 493164 | 2014 TW74                | 18 dicembre 2009  | Spacewatch                                                |
| 493165 | 2014 TJ82                | 12 maggio 2013    | Mt. Lemmon Survey                                         |
| 493166 | 2014 TU82                | 29 luglio 2009    | Spacewatch                                                |
| 493167 | 2014 TY83                | 13 maggio 2004    | Spacewatch                                                |
| 493168 | 2014 TL84                | 7 ottobre 2005    | CSS                                                       |
| 493169 | 2014 TN84                | 19 febbraio 2010  | WISE                                                      |
| 493170 | 2014 TH85                | 1º maggio 2013    | Mt. Lemmon Survey                                         |
| 493171 | 2014 UF1                 | 21 ottobre 2008   | Mt. Lemmon Survey                                         |
| 493172 | 2014 US1                 | 22 settembre 2003 | Spacewatch                                                |
| 493173 | 2014 UX2                 | 27 novembre 2010  | Mt. Lemmon Survey                                         |
| 493174 | 2014 UE4                 | 15 maggio 2012    | Mt. Lemmon Survey                                         |
| 493175 | 2014 UR4                 | 3 ottobre 2014    | Mt. Lemmon Survey                                         |
| 493176 | 2014 UF9                 | 27 aprile 2012    | Pan-STARRS 1                                              |
| 493177 | 2014 UC10                | 16 ottobre 2014   | Mt. Lemmon Survey                                         |
| 493178 | 2014 UU11                | 10 dicembre 2009  | Mt. Lemmon Survey                                         |
| 493179 | 2014 UB12                | 4 gennaio 2010    | Spacewatch                                                |
| 493180 | 2014 UJ12                | 18 gennaio 2010   | WISE                                                      |
| 493181 | 2014 UO13                | 30 settembre 2005 | Mt. Lemmon Survey                                         |
| 493182 | 2014 UQ13                | 30 settembre 2003 | Spacewatch                                                |
| 493183 | 2014 UJ14                | 29 maggio 2012    | Mt. Lemmon Survey                                         |
| 493184 | 2014 UH15                | 12 settembre 2001 | Spacewatch                                                |
| 493185 | 2014 UV15                | 4 novembre 2010   | Mt. Lemmon Survey                                         |
| 493186 | 2014 UW16                | 10 giugno 2007    | Spacewatch                                                |
| 493187 | 2014 UB17                | 4 ottobre 2004    | Spacewatch                                                |
| 493188 | 2014 UN18                | 30 aprile 2012    | Spacewatch                                                |
| 493189 | 2014 UE19                | 28 ottobre 2005   | Spacewatch                                                |
| 493190 | 2014 UQ19                | 1º aprile 2010    | WISE                                                      |
| 493191 | 2014 UZ21                | 7 aprile 2008     | Spacewatch                                                |
| 493192 | 2014 UK23                | 10 giugno 2012    | Mt. Lemmon Survey                                         |
| 493193 | 2014 UT24                | 24 settembre 2008 | Mt. Lemmon Survey                                         |
| 493194 | 2014 UE26                | 28 agosto 1995    | Spacewatch                                                |
| 493195 | 2014 UU28                | 14 febbraio 2008  | Mt. Lemmon Survey                                         |
| 493196 | 2014 UM31                | 20 agosto 2008    | Spacewatch                                                |
| 493197 | 2014 UT31                | 21 ottobre 2014   | Mt. Lemmon Survey                                         |
| 493198 | 2014 UP32                | 22 aprile 2012    | Spacewatch                                                |
| 493199 | 2014 UR37                | 1º novembre 2005  | Mt. Lemmon Survey                                         |
| 493200 | 2014 UZ38                | 11 novembre 2009  | Mt. Lemmon Survey                                         |

## 493201-493300
| Nome   | Designazione provvisoria | Data di scoperta  | Scopritore        |
| ------ | ------------------------ | ----------------- | ----------------- |
| 493201 | 2014 UK40                | 13 aprile 2004    | Spacewatch        |
| 493202 | 2014 UE41                | 20 febbraio 2006  | Spacewatch        |
| 493203 | 2014 UQ41                | 23 aprile 2011    | Pan-STARRS 1      |
| 493204 | 2014 UP42                | 3 ottobre 2014    | Mt. Lemmon Survey |
| 493205 | 2014 UO45                | 19 giugno 2013    | Pan-STARRS 1      |
| 493206 | 2014 UU46                | 25 marzo 2003     | Spacewatch        |
| 493207 | 2014 UU47                | 21 ottobre 2014   | Spacewatch        |
| 493208 | 2014 UV47                | 21 settembre 2009 | Mt. Lemmon Survey |
| 493209 | 2014 UY47                | 24 settembre 2014 | Mt. Lemmon Survey |
| 493210 | 2014 UA48                | 23 settembre 2008 | Mt. Lemmon Survey |
| 493211 | 2014 UF48                | 9 novembre 2009   | Mt. Lemmon Survey |
| 493212 | 2014 UJ48                | 8 novembre 2009   | Mt. Lemmon Survey |
| 493213 | 2014 UK48                | 19 febbraio 2010  | WISE              |
| 493214 | 2014 UD51                | 27 aprile 2012    | Pan-STARRS 1      |
| 493215 | 2014 UN51                | 16 ottobre 2003   | LINEAR            |
| 493216 | 2014 UD52                | 22 novembre 2005  | Spacewatch        |
| 493217 | 2014 UK53                | 13 dicembre 2010  | Spacewatch        |
| 493218 | 2014 UP59                | 27 aprile 2012    | Pan-STARRS 1      |
| 493219 | 2014 UU60                | 4 febbraio 2011   | Pan-STARRS 1      |
| 493220 | 2014 UK61                | 21 ottobre 2003   | Spacewatch        |
| 493221 | 2014 US61                | 18 novembre 2003  | Spacewatch        |
| 493222 | 2014 UT61                | 2 ottobre 2014    | Pan-STARRS 1      |
| 493223 | 2014 UL62                | 1º marzo 2010     | WISE              |
| 493224 | 2014 UL63                | 22 ottobre 2003   | Spacewatch        |
| 493225 | 2014 UV63                | 19 settembre 2001 | Spacewatch        |
| 493226 | 2014 US66                | 20 ottobre 2014   | Spacewatch        |
| 493227 | 2014 UT66                | 30 settembre 2003 | Spacewatch        |
| 493228 | 2014 UA68                | 12 novembre 2010  | Mt. Lemmon Survey |
| 493229 | 2014 UZ69                | 13 febbraio 2012  | Spacewatch        |
| 493230 | 2014 UQ70                | 9 ottobre 2005    | Spacewatch        |
| 493231 | 2014 UQ73                | 31 dicembre 2011  | Spacewatch        |
| 493232 | 2014 UT74                | 11 ottobre 1997   | Spacewatch        |
| 493233 | 2014 UL77                | 13 luglio 2013    | Mt. Lemmon Survey |
| 493234 | 2014 UT84                | 23 settembre 2008 | Mt. Lemmon Survey |
| 493235 | 2014 US85                | 12 giugno 2013    | Mt. Lemmon Survey |
| 493236 | 2014 UK86                | 28 febbraio 2009  | Spacewatch        |
| 493237 | 2014 UR89                | 28 novembre 2005  | Spacewatch        |
| 493238 | 2014 UZ89                | 1º novembre 2005  | Mt. Lemmon Survey |
| 493239 | 2014 UH90                | 29 aprile 2010    | WISE              |
| 493240 | 2014 UT91                | 31 agosto 2014    | Pan-STARRS 1      |
| 493241 | 2014 UA93                | 24 aprile 2006    | Spacewatch        |
| 493242 | 2014 UC95                | 22 aprile 2007    | Spacewatch        |
| 493243 | 2014 UJ96                | 6 settembre 2008  | Mt. Lemmon Survey |
| 493244 | 2014 UF97                | 15 ottobre 2014   | Spacewatch        |
| 493245 | 2014 UC98                | 31 agosto 2014    | Pan-STARRS 1      |
| 493246 | 2014 UE98                | 31 agosto 2014    | Pan-STARRS 1      |
| 493247 | 2014 UH98                | 4 aprile 2008     | Mt. Lemmon Survey |
| 493248 | 2014 UD99                | 14 giugno 2007    | Spacewatch        |
| 493249 | 2014 UD101               | 8 ottobre 2005    | Spacewatch        |
| 493250 | 2014 UR102               | 30 marzo 2012     | Mt. Lemmon Survey |
| 493251 | 2014 UY106               | 1º ottobre 2005   | Mt. Lemmon Survey |
| 493252 | 2014 UC107               | 30 gennaio 2011   | Pan-STARRS 1      |
| 493253 | 2014 UD107               | 28 settembre 2008 | Mt. Lemmon Survey |
| 493254 | 2014 UE109               | 13 novembre 2007  | Spacewatch        |
| 493255 | 2014 UR111               | 30 novembre 2005  | Mt. Lemmon Survey |
| 493256 | 2014 UK112               | 20 ottobre 2003   | Spacewatch        |
| 493257 | 2014 UY112               | 28 luglio 2013    | Pan-STARRS 1      |
| 493258 | 2014 UZ114               | 30 ottobre 2005   | CSS               |
| 493259 | 2014 UC118               | 9 novembre 2009   | Spacewatch        |
| 493260 | 2014 UK118               | 5 luglio 2014     | Pan-STARRS 1      |
| 493261 | 2014 UB119               | 22 ottobre 2014   | Spacewatch        |
| 493262 | 2014 UO119               | 31 agosto 2014    | Pan-STARRS 1      |
| 493263 | 2014 UG125               | 15 febbraio 2010  | WISE              |
| 493264 | 2014 UQ130               | 2 dicembre 2010   | Spacewatch        |
| 493265 | 2014 UG131               | 25 febbraio 2012  | Mt. Lemmon Survey |
| 493266 | 2014 UQ132               | 4 dicembre 2005   | Mt. Lemmon Survey |
| 493267 | 2014 UE133               | 19 settembre 2003 | CINEOS            |
| 493268 | 2014 UH134               | 15 aprile 2012    | Pan-STARRS 1      |
| 493269 | 2014 UQ135               | 8 novembre 2009   | Mt. Lemmon Survey |
| 493270 | 2014 UC136               | 22 ottobre 2005   | Spacewatch        |
| 493271 | 2014 UT136               | 3 ottobre 2014    | Mt. Lemmon Survey |
| 493272 | 2014 UY136               | 3 ottobre 2014    | Mt. Lemmon Survey |
| 493273 | 2014 UZ141               | 2 novembre 2007   | Spacewatch        |
| 493274 | 2014 UT142               | 21 agosto 2008    | Spacewatch        |
| 493275 | 2014 UX142               | 27 settembre 2008 | Mt. Lemmon Survey |
| 493276 | 2014 UP143               | 2 aprile 2011     | Mt. Lemmon Survey |
| 493277 | 2014 UC147               | 12 aprile 2012    | Pan-STARRS 1      |
| 493278 | 2014 UB153               | 15 dicembre 2006  | Spacewatch        |
| 493279 | 2014 UL153               | 6 aprile 2008     | Spacewatch        |
| 493280 | 2014 UR153               | 29 marzo 2012     | Pan-STARRS 1      |
| 493281 | 2014 UG157               | 18 agosto 2009    | OAM               |
| 493282 | 2014 UJ157               | 28 marzo 2012     | Spacewatch        |
| 493283 | 2014 UO158               | 27 aprile 2012    | Pan-STARRS 1      |
| 493284 | 2014 UH161               | 2 novembre 2010   | Spacewatch        |
| 493285 | 2014 UC162               | 21 settembre 2003 | Spacewatch        |
| 493286 | 2014 UA163               | 16 ottobre 2014   | Spacewatch        |
| 493287 | 2014 UP169               | 29 luglio 2008    | Spacewatch        |
| 493288 | 2014 UU170               | 30 agosto 2014    | Pan-STARRS 1      |
| 493289 | 2014 UH171               | 16 luglio 2013    | Pan-STARRS 1      |
| 493290 | 2014 UG172               | 1º luglio 2013    | Pan-STARRS 1      |
| 493291 | 2014 UE173               | 28 ottobre 2014   | Mt. Lemmon Survey |
| 493292 | 2014 UN173               | 16 settembre 2009 | CSS               |
| 493293 | 2014 UT174               | 28 ottobre 2014   | Pan-STARRS 1      |
| 493294 | 2014 UQ176               | 21 ottobre 2008   | Mt. Lemmon Survey |
| 493295 | 2014 UR177               | 31 marzo 2003     | Spacewatch        |
| 493296 | 2014 UO179               | 1º dicembre 2005  | Mt. Lemmon Survey |
| 493297 | 2014 UG180               | 25 ottobre 2005   | Mt. Lemmon Survey |
| 493298 | 2014 UQ181               | 10 novembre 2010  | Spacewatch        |
| 493299 | 2014 UW182               | 31 agosto 2014    | Pan-STARRS 1      |
| 493300 | 2014 UZ182               | 12 maggio 2010    | WISE              |

## 493301-493400
| Nome   | Designazione provvisoria | Data di scoperta  | Scopritore                                                |
| ------ | ------------------------ | ----------------- | --------------------------------------------------------- |
| 493301 | 2014 UM183               | 1º marzo 2010     | WISE                                                      |
| 493302 | 2014 UP183               | 1º novembre 2005  | Spacewatch                                                |
| 493303 | 2014 UY183               | 14 ottobre 2014   | Spacewatch                                                |
| 493304 | 2014 UZ183               | 15 settembre 2009 | Spacewatch                                                |
| 493305 | 2014 UF184               | 1º marzo 2010     | WISE                                                      |
| 493306 | 2014 UM184               | 31 gennaio 2010   | WISE                                                      |
| 493307 | 2014 UW184               | 3 settembre 2014  | Mt. Lemmon Survey                                         |
| 493308 | 2014 UY184               | 31 dicembre 2008  | Spacewatch                                                |
| 493309 | 2014 UK189               | 29 marzo 2011     | Mt. Lemmon Survey                                         |
| 493310 | 2014 UX189               | 16 novembre 2009  | Mt. Lemmon Survey                                         |
| 493311 | 2014 UA190               | 17 novembre 2006  | Mt. Lemmon Survey                                         |
| 493312 | 2014 UH190               | 15 maggio 2012    | Pan-STARRS 1                                              |
| 493313 | 2014 UL190               | 2 aprile 2011     | Mt. Lemmon Survey                                         |
| 493314 | 2014 UH191               | 22 dicembre 2008  | Spacewatch                                                |
| 493315 | 2014 UA194               | 17 dicembre 2009  | Mt. Lemmon Survey                                         |
| 493316 | 2014 UF195               | 17 novembre 2009  | Mt. Lemmon Survey                                         |
| 493317 | 2014 UM195               | 25 settembre 2014 | Spacewatch                                                |
| 493318 | 2014 UB196               | 27 febbraio 2006  | Spacewatch                                                |
| 493319 | 2014 UA199               | 14 dicembre 2010  | Mt. Lemmon Survey                                         |
| 493320 | 2014 UB201               | 29 maggio 2008    | Mt. Lemmon Survey                                         |
| 493321 | 2014 UC202               | 23 settembre 2008 | Mt. Lemmon Survey                                         |
| 493322 | 2014 UV202               | 18 ottobre 2014   | Spacewatch                                                |
| 493323 | 2014 UE207               | 8 aprile 2008     | Spacewatch                                                |
| 493324 | 2014 UF207               | 20 dicembre 2009  | Spacewatch                                                |
| 493325 | 2014 UB208               | 30 giugno 2013    | Pan-STARRS 1                                              |
| 493326 | 2014 UC209               | 14 dicembre 2010  | Mt. Lemmon Survey                                         |
| 493327 | 2014 UQ216               | 28 aprile 2012    | Mt. Lemmon Survey                                         |
| 493328 | 2014 UT216               | 15 giugno 2004    | Spacewatch                                                |
| 493329 | 2014 UX223               | 26 settembre 2000 | LINEAR                                                    |
| 493330 | 2014 VB5                 | 3 ottobre 2010    | CSS                                                       |
| 493331 | 2014 VT5                 | 28 aprile 2012    | Mt. Lemmon Survey                                         |
| 493332 | 2014 VM9                 | 9 marzo 2011      | Mt. Lemmon Survey                                         |
| 493333 | 2014 VL11                | 18 aprile 2010    | WISE                                                      |
| 493334 | 2014 VP11                | 20 aprile 2010    | WISE                                                      |
| 493335 | 2014 VT12                | 30 agosto 2014    | Pan-STARRS 1                                              |
| 493336 | 2014 VE15                | 1º aprile 2012    | Mt. Lemmon Survey                                         |
| 493337 | 2014 VU17                | 22 gennaio 2006   | Mt. Lemmon Survey                                         |
| 493338 | 2014 VE19                | 24 febbraio 2012  | Spacewatch                                                |
| 493339 | 2014 VL21                | 31 marzo 2011     | Pan-STARRS 1                                              |
| 493340 | 2014 VH22                | 8 marzo 2010      | WISE                                                      |
| 493341 | 2014 VD29                | 1º aprile 2010    | WISE                                                      |
| 493342 | 2014 VO29                | 26 marzo 2011     | Spacewatch                                                |
| 493343 | 2014 VT29                | 28 aprile 2009    | Mt. Lemmon Survey                                         |
| 493344 | 2014 VU33                | 27 aprile 2012    | Pan-STARRS 1                                              |
| 493345 | 2014 WS                  | 26 settembre 2008 | Mt. Lemmon Survey                                         |
| 493346 | 2014 WS2                 | 31 agosto 2014    | Pan-STARRS 1                                              |
| 493347 | 2014 WO3                 | 5 marzo 2008      | Mt. Lemmon Survey                                         |
| 493348 | 2014 WX7                 | 8 novembre 2010   | Spacewatch                                                |
| 493349 | 2014 WC10                | 13 aprile 2013    | Pan-STARRS 1                                              |
| 493350 | 2014 WU10                | 22 ottobre 2014   | Spacewatch                                                |
| 493351 | 2014 WQ18                | 5 ottobre 2005    | CSS                                                       |
| 493352 | 2014 WZ18                | 16 gennaio 2011   | Mt. Lemmon Survey                                         |
| 493353 | 2014 WH19                | 6 marzo 2010      | WISE                                                      |
| 493354 | 2014 WE21                | 22 ottobre 2008   | Spacewatch                                                |
| 493355 | 2014 WP23                | 31 agosto 2005    | Spacewatch                                                |
| 493356 | 2014 WJ28                | 24 settembre 2008 | Mt. Lemmon Survey                                         |
| 493357 | 2014 WP28                | 25 ottobre 2005   | Mt. Lemmon Survey                                         |
| 493358 | 2014 WC44                | 23 gennaio 2006   | Mt. Lemmon Survey                                         |
| 493359 | 2014 WH48                | 17 novembre 2014  | Pan-STARRS 1                                              |
| 493360 | 2014 WQ48                | 5 ottobre 2013    | Mt. Lemmon Survey                                         |
| 493361 | 2014 WC55                | 9 luglio 2013     | Pan-STARRS 1                                              |
| 493362 | 2014 WH58                | 26 aprile 2008    | Mt. Lemmon Survey                                         |
| 493363 | 2014 WL62                | 24 settembre 2014 | Spacewatch                                                |
| 493364 | 2014 WT62                | 31 agosto 2014    | Pan-STARRS 1                                              |
| 493365 | 2014 WV63                | 2 maggio 2013     | Pan-STARRS 1                                              |
| 493366 | 2014 WW65                | 22 settembre 2008 | Spacewatch                                                |
| 493367 | 2014 WD67                | 4 gennaio 2010    | Spacewatch                                                |
| 493368 | 2014 WM70                | 2 maggio 2008     | Spacewatch                                                |
| 493369 | 2014 WH71                | 21 maggio 2012    | Pan-STARRS 1                                              |
| 493370 | 2014 WC77                | 15 agosto 2009    | Spacewatch                                                |
| 493371 | 2014 WD83                | 14 luglio 2013    | Pan-STARRS 1                                              |
| 493372 | 2014 WM88                | 15 marzo 2011     | Pan-STARRS 1                                              |
| 493373 | 2014 WU103               | 23 marzo 2012     | Spacewatch                                                |
| 493374 | 2014 WA105               | 20 agosto 2009    | Spacewatch                                                |
| 493375 | 2014 WE106               | 15 aprile 2013    | Pan-STARRS 1                                              |
| 493376 | 2014 WK107               | 19 novembre 2009  | Mt. Lemmon Survey                                         |
| 493377 | 2014 WO107               | 23 settembre 2014 | Mt. Lemmon Survey                                         |
| 493378 | 2014 WT108               | 18 ottobre 2007   | Spacewatch                                                |
| 493379 | 2014 WO109               | 21 novembre 2009  | Mt. Lemmon Survey                                         |
| 493380 | 2014 WX117               | 21 febbraio 2010  | WISE                                                      |
| 493381 | 2014 WJ121               | 20 aprile 2012    | Mt. Lemmon Survey                                         |
| 493382 | 2014 WO123               | 5 febbraio 2011   | Pan-STARRS 1                                              |
| 493383 | 2014 WV123               | 22 agosto 2007    | Spacewatch                                                |
| 493384 | 2014 WX124               | 20 novembre 2006  | Spacewatch                                                |
| 493385 | 2014 WP129               | 23 gennaio 2011   | Mt. Lemmon Survey                                         |
| 493386 | 2014 WX132               | 30 aprile 2012    | Spacewatch                                                |
| 493387 | 2014 WX136               | 5 novembre 2010   | Spacewatch                                                |
| 493388 | 2014 WN139               | 10 maggio 2012    | Siding Spring Survey                                      |
| 493389 | 2014 WO140               | 19 aprile 2007    | Mt. Lemmon Survey                                         |
| 493390 | 2014 WA141               | 4 settembre 2008  | Spacewatch                                                |
| 493391 | 2014 WM158               | 2 ottobre 2014    | Pan-STARRS 1                                              |
| 493392 | 2014 WC160               | 3 settembre 2008  | Spacewatch                                                |
| 493393 | 2014 WG160               | 12 marzo 2005     | Spacewatch                                                |
| 493394 | 2014 WV160               | 25 ottobre 2014   | Pan-STARRS 1                                              |
| 493395 | 2014 WB162               | 27 febbraio 2007  | Spacewatch                                                |
| 493396 | 2014 WD163               | 11 ottobre 1977   | van Houten, C. J., van Houten-Groeneveld, I., Gehrels, T. |
| 493397 | 2014 WX168               | 1º luglio 2013    | Pan-STARRS 1                                              |
| 493398 | 2014 WA173               | 25 aprile 2007    | Spacewatch                                                |
| 493399 | 2014 WE174               | 21 dicembre 2006  | Spacewatch                                                |
| 493400 | 2014 WT179               | 16 novembre 2009  | Spacewatch                                                |

## 493401-493500
| Nome     | Designazione provvisoria | Data di scoperta  | Scopritore                                                |
| -------- | ------------------------ | ----------------- | --------------------------------------------------------- |
| 493401   | 2014 WT181               | 3 settembre 2010  | Mt. Lemmon Survey                                         |
| 493402   | 2014 WA189               | 4 settembre 2014  | Pan-STARRS 1                                              |
| 493403   | 2014 WB189               | 29 luglio 2008    | Mt. Lemmon Survey                                         |
| 493404   | 2014 WE190               | 20 settembre 2014 | Pan-STARRS 1                                              |
| 493405   | 2014 WF192               | 30 aprile 2000    | LONEOS                                                    |
| 493406   | 2014 WA193               | 24 settembre 2008 | Spacewatch                                                |
| 493407   | 2014 WG193               | 20 novembre 2014  | Pan-STARRS 1                                              |
| 493408   | 2014 WR193               | 29 ottobre 2014   | Pan-STARRS 1                                              |
| 493409   | 2014 WN198               | 13 giugno 2012    | Pan-STARRS 1                                              |
| 493410   | 2014 WU198               | 27 marzo 2011     | Mt. Lemmon Survey                                         |
| 493411   | 2014 WL199               | 10 giugno 2013    | Mt. Lemmon Survey                                         |
| 493412   | 2014 WC211               | 28 marzo 2008     | Mt. Lemmon Survey                                         |
| 493413   | 2014 WA215               | 15 febbraio 2010  | WISE                                                      |
| 493414   | 2014 WD216               | 29 ottobre 2014   | CSS                                                       |
| 493415   | 2014 WL216               | 27 aprile 2012    | Pan-STARRS 1                                              |
| 493416   | 2014 WD218               | 29 settembre 2008 | Mt. Lemmon Survey                                         |
| 493417   | 2014 WV240               | 27 aprile 2012    | Pan-STARRS 1                                              |
| 493418   | 2014 WB250               | 31 marzo 2011     | Pan-STARRS 1                                              |
| 493419   | 2014 WY251               | 23 settembre 2008 | CSS                                                       |
| 493420   | 2014 WG253               | 21 novembre 2009  | CSS                                                       |
| 493421   | 2014 WS259               | 2 maggio 2006     | Spacewatch                                                |
| 493422   | 2014 WT260               | 1º ottobre 2008   | Spacewatch                                                |
| 493423   | 2014 WT269               | 25 aprile 2011    | Mt. Lemmon Survey                                         |
| 493424   | 2014 WE273               | 4 agosto 2013     | Pan-STARRS 1                                              |
| 493425   | 2014 WS278               | 4 febbraio 2011   | Pan-STARRS 1                                              |
| 493426   | 2014 WF286               | 18 dicembre 2009  | Mt. Lemmon Survey                                         |
| 493427   | 2014 WN291               | 25 settembre 2001 | LONEOS                                                    |
| 493428   | 2014 WD293               | 21 novembre 2014  | Pan-STARRS 1                                              |
| 493429   | 2014 WF299               | 2 ottobre 2014    | Pan-STARRS 1                                              |
| 493430   | 2014 WH315               | 16 settembre 2014 | Pan-STARRS 1                                              |
| 493431   | 2014 WF321               | 27 gennaio 2010   | WISE                                                      |
| 493432   | 2014 WA322               | 12 marzo 2010     | WISE                                                      |
| 493433   | 2014 WG322               | 4 settembre 2008  | Spacewatch                                                |
| 493434   | 2014 WW325               | 30 gennaio 2011   | Pan-STARRS 1                                              |
| 493435   | 2014 WP326               | 10 maggio 2007    | Mt. Lemmon Survey                                         |
| 493436   | 2014 WM329               | 6 maggio 2008     | Mt. Lemmon Survey                                         |
| 493437   | 2014 WO336               | 29 aprile 2010    | WISE                                                      |
| 493438   | 2014 WH337               | 7 ottobre 2008    | Mt. Lemmon Survey                                         |
| 493439   | 2014 WE338               | 18 giugno 2013    | Pan-STARRS 1                                              |
| 493440   | 2014 WA340               | 29 luglio 2009    | CSS                                                       |
| 493441   | 2014 WM341               | 5 febbraio 2010   | WISE                                                      |
| 493442   | 2014 WW342               | 15 luglio 2013    | Pan-STARRS 1                                              |
| 493443   | 2014 WQ346               | 11 marzo 2005     | Mt. Lemmon Survey                                         |
| 493444   | 2014 WS349               | 12 agosto 2013    | Pan-STARRS 1                                              |
| 493445   | 2014 WF353               | 29 settembre 2008 | Mt. Lemmon Survey                                         |
| 493446   | 2014 WJ361               | 25 maggio 2006    | Wiegert, P. A.                                            |
| 493447   | 2014 WK366               | 24 marzo 2010     | WISE                                                      |
| 493448   | 2014 WE375               | 24 marzo 2006     | Mt. Lemmon Survey                                         |
| 493449   | 2014 WB376               | 16 ottobre 2009   | Mt. Lemmon Survey                                         |
| 493450   | 2014 WX383               | 8 novembre 2010   | Mt. Lemmon Survey                                         |
| 493451   | 2014 WC388               | 4 settembre 2014  | Pan-STARRS 1                                              |
| 493452   | 2014 WA389               | 25 aprile 2011    | Mt. Lemmon Survey                                         |
| 493453   | 2014 WF392               | 2 ottobre 2014    | Pan-STARRS 1                                              |
| 493454   | 2014 WO392               | 27 ottobre 2008   | CSS                                                       |
| 493455   | 2014 WH394               | 27 agosto 2005    | Siding Spring Survey                                      |
| 493456   | 2014 WT400               | 23 settembre 2009 | Mt. Lemmon Survey                                         |
| 493457   | 2014 WT403               | 15 marzo 2011     | Pan-STARRS 1                                              |
| 493458   | 2014 WE409               | 19 aprile 2006    | Spacewatch                                                |
| 493459   | 2014 WW412               | 7 settembre 2008  | Mt. Lemmon Survey                                         |
| 493460   | 2014 WY416               | 30 agosto 2008    | LINEAR                                                    |
| 493461   | 2014 WL422               | 15 aprile 2012    | CSS                                                       |
| 493462   | 2014 WQ430               | 17 novembre 2009  | Spacewatch                                                |
| 493463   | 2014 WU437               | 20 novembre 2003  | Spacewatch                                                |
| 493464   | 2014 WJ450               | 10 marzo 2007     | Mt. Lemmon Survey                                         |
| 493465   | 2014 WM454               | 15 marzo 2011     | Mt. Lemmon Survey                                         |
| 493466   | 2014 WW462               | 7 ottobre 2008    | Mt. Lemmon Survey                                         |
| 493467   | 2014 WA486               | 17 giugno 2005    | Mt. Lemmon Survey                                         |
| 493468   | 2014 WD488               | 14 dicembre 2001  | LINEAR                                                    |
| 493469   | 2014 WY493               | 15 ottobre 2013   | Spacewatch                                                |
| 493470   | 2014 WO499               | 27 marzo 2010     | WISE                                                      |
| 493471   | 2014 WM500               | 30 agosto 2014    | Pan-STARRS 1                                              |
| 493472   | 2014 WU510               | 16 settembre 2009 | Spacewatch                                                |
| 493473   | 2014 XC4                 | 12 gennaio 2010   | WISE                                                      |
| 493474   | 2014 XH12                | 26 ottobre 2008   | Spacewatch                                                |
| 493475   | 2014 XT37                | 8 gennaio 2010    | Mt. Lemmon Survey                                         |
| 493476   | 2014 YV2                 | 27 marzo 2011     | Mt. Lemmon Survey                                         |
| 493477   | 2014 YN20                | 13 marzo 2010     | WISE                                                      |
| 493478   | 2014 YC30                | 3 maggio 2011     | Spacewatch                                                |
| 493479   | 2014 YB38                | 21 novembre 2014  | Pan-STARRS 1                                              |
| 493480 - | 2014 YZ49                | 29 dicembre 2014  | Pan-STARRS 1                                              |
| 493481   | 2015 AT13                | 27 settembre 2013 | Pan-STARRS 1                                              |
| 493482   | 2015 AH15                | 3 ottobre 2013    | Pan-STARRS 1                                              |
| 493483   | 2015 AE40                | 27 agosto 2006    | Spacewatch                                                |
| 493484   | 2015 AU41                | 31 ottobre 2008   | Mt. Lemmon Survey                                         |
| 493485   | 2015 AV143               | 10 marzo 2007     | Mt. Lemmon Survey                                         |
| 493486   | 2015 AE155               | 25 settembre 1995 | Spacewatch                                                |
| 493487   | 2015 AM175               | 18 dicembre 2009  | Mt. Lemmon Survey                                         |
| 493488   | 2015 AE181               | 4 ottobre 2004    | Spacewatch                                                |
| 493489   | 2015 AN182               | 3 ottobre 2013    | Pan-STARRS 1                                              |
| 493490   | 2015 AZ186               | 4 febbraio 2006   | Mt. Lemmon Survey                                         |
| 493491   | 2015 AT190               | 2 febbraio 2006   | Spacewatch                                                |
| 493492   | 2015 AZ208               | 29 aprile 2006    | Spacewatch                                                |
| 493493   | 2015 AZ220               | 17 ottobre 1960   | van Houten, C. J., van Houten-Groeneveld, I., Gehrels, T. |
| 493494   | 2015 AY253               | 12 gennaio 2010   | Spacewatch                                                |
| 493495   | 2015 AY256               | 1º gennaio 2009   | Mt. Lemmon Survey                                         |
| 493496   | 2015 AY264               | 3 ottobre 2013    | Pan-STARRS 1                                              |
| 493497   | 2015 AR271               | 26 febbraio 2012  | Pan-STARRS 1                                              |
| 493498   | 2015 AB277               | 1º novembre 2013  | Mt. Lemmon Survey                                         |
| 493499   | 2015 BO2                 | 24 ottobre 2008   | Spacewatch                                                |
| 493500   | 2015 BM10                | 2 aprile 2011     | Pan-STARRS 1                                              |

## 493501-493600
| Nome   | Designazione provvisoria | Data di scoperta  | Scopritore        |
| ------ | ------------------------ | ----------------- | ----------------- |
| 493501 | 2015 BR34                | 4 ottobre 2004    | Spacewatch        |
| 493502 | 2015 BT59                | 15 febbraio 2010  | Spacewatch        |
| 493503 | 2015 BF61                | 31 marzo 2011     | Pan-STARRS 1      |
| 493504 | 2015 BU87                | 2 gennaio 2009    | Mt. Lemmon Survey |
| 493505 | 2015 BJ102               | 11 settembre 2007 | Mt. Lemmon Survey |
| 493506 | 2015 BX118               | 28 gennaio 2007   | Spacewatch        |
| 493507 | 2015 BW126               | 8 ottobre 2008    | Spacewatch        |
| 493508 | 2015 BH231               | 26 marzo 2007     | Mt. Lemmon Survey |
| 493509 | 2015 BT265               | 25 ottobre 2008   | Mt. Lemmon Survey |
| 493510 | 2015 BG364               | 13 dicembre 2006  | Spacewatch        |
| 493511 | 2015 BM519               | 12 agosto 2010    | Spacewatch        |
| 493512 | 2015 CH3                 | 8 aprile 2002     | Spacewatch        |
| 493513 | 2015 CW6                 | 8 marzo 2005      | Mt. Lemmon Survey |
| 493514 | 2015 CV15                | 11 novembre 2004  | Spacewatch        |
| 493515 | 2015 CO21                | 15 ottobre 2007   | Mt. Lemmon Survey |
| 493516 | 2015 CV60                | 17 settembre 2013 | Mt. Lemmon Survey |
| 493517 | 2015 DV12                | 15 agosto 2013    | OAM               |
| 493518 | 2015 DV104               | 26 marzo 2006     | Spacewatch        |
| 493519 | 2015 DG107               | 5 ottobre 2013    | Spacewatch        |
| 493520 | 2015 DO109               | 4 aprile 2005     | Mt. Lemmon Survey |
| 493521 | 2015 DO111               | 11 ottobre 2007   | Mt. Lemmon Survey |
| 493522 | 2015 ER12                | 11 febbraio 2004  | Spacewatch        |
| 493523 | 2015 FJ3                 | 26 novembre 2013  | Mt. Lemmon Survey |
| 493524 | 2015 FN38                | 8 aprile 2006     | Mt. Lemmon Survey |
| 493525 | 2015 FZ38                | 14 aprile 2004    | Spacewatch        |
| 493526 | 2015 FF40                | 24 settembre 2008 | Spacewatch        |
| 493527 | 2015 FT44                | 8 ottobre 2012    | Mt. Lemmon Survey |
| 493528 | 2015 FZ71                | 1º novembre 2008  | Mt. Lemmon Survey |
| 493529 | 2015 FT73                | 19 settembre 2006 | Spacewatch        |
| 493530 | 2015 FS77                | 10 ottobre 2007   | Spacewatch        |
| 493531 | 2015 FF112               | 13 settembre 2007 | Mt. Lemmon Survey |
| 493532 | 2015 FJ115               | 15 settembre 2009 | Spacewatch        |
| 493533 | 2015 FJ181               | 22 ottobre 2009   | Mt. Lemmon Survey |
| 493534 | 2015 FU206               | 12 settembre 2009 | Spacewatch        |
| 493535 | 2015 FJ227               | 12 settembre 2009 | Spacewatch        |
| 493536 | 2015 FQ292               | 7 ottobre 2007    | Mt. Lemmon Survey |
| 493537 | 2015 FB332               | 4 febbraio 2011   | Pan-STARRS 1      |
| 493538 | 2015 GM3                 | 14 marzo 2007     | Spacewatch        |
| 493539 | 2015 GB4                 | 10 dicembre 2010  | Mt. Lemmon Survey |
| 493540 | 2015 GG28                | 30 gennaio 2006   | Spacewatch        |
| 493541 | 2015 GE36                | 21 gennaio 2010   | WISE              |
| 493542 | 2015 GJ50                | 17 ottobre 2012   | Pan-STARRS 1      |
| 493543 | 2015 HH19                | 9 ottobre 2007    | Spacewatch        |
| 493544 | 2015 HQ20                | 10 marzo 2003     | Spacewatch        |
| 493545 | 2015 HD26                | 17 settembre 2006 | CSS               |
| 493546 | 2015 HZ26                | 8 aprile 2006     | Mt. Lemmon Survey |
| 493547 | 2015 HL56                | 24 maggio 2011    | Pan-STARRS 1      |
| 493548 | 2015 HB62                | 28 settembre 2009 | Spacewatch        |
| 493549 | 2015 HE148               | 25 febbraio 2011  | Mt. Lemmon Survey |
| 493550 | 2015 HP174               | 30 gennaio 2011   | Pan-STARRS 1      |
| 493551 | 2015 HC175               | 15 marzo 2009     | OAM               |
| 493552 | 2015 HA179               | 14 aprile 2004    | LONEOS            |
| 493553 | 2015 JQ2                 | 18 ottobre 2012   | Pan-STARRS 1      |
| 493554 | 2015 JL5                 | 18 ottobre 2012   | Pan-STARRS 1      |
| 493555 | 2015 JH9                 | 10 aprile 2005    | Mt. Lemmon Survey |
| 493556 | 2015 KT4                 | 15 settembre 2012 | Spacewatch        |
| 493557 | 2015 KO5                 | 13 marzo 2005     | Spacewatch        |
| 493558 | 2015 KQ5                 | 20 novembre 2001  | LINEAR            |
| 493559 | 2015 KW5                 | 9 ottobre 2012    | Pan-STARRS 1      |
| 493560 | 2015 KL19                | 14 novembre 2006  | Mt. Lemmon Survey |
| 493561 | 2015 KU19                | 14 marzo 2007     | Spacewatch        |
| 493562 | 2015 KO20                | 31 agosto 2005    | Spacewatch        |
| 493563 | 2015 KE21                | 9 agosto 2011     | Pan-STARRS 1      |
| 493564 | 2015 KB38                | 9 ottobre 2012    | Mt. Lemmon Survey |
| 493565 | 2015 KC38                | 6 maggio 2006     | Mt. Lemmon Survey |
| 493566 | 2015 KW40                | 24 settembre 2011 | Pan-STARRS 1      |
| 493567 | 2015 KF42                | 4 marzo 2008      | Mt. Lemmon Survey |
| 493568 | 2015 KF43                | 1º dicembre 2003  | Spacewatch        |
| 493569 | 2015 KM45                | 25 settembre 2011 | Pan-STARRS 1      |
| 493570 | 2015 KS45                | 19 aprile 2007    | Mt. Lemmon Survey |
| 493571 | 2015 KH48                | 28 febbraio 2014  | Pan-STARRS 1      |
| 493572 | 2015 KD127               | 24 marzo 2006     | Spacewatch        |
| 493573 | 2015 KB137               | 27 settembre 2006 | Spacewatch        |
| 493574 | 2015 KB139               | 25 settembre 2011 | Pan-STARRS 1      |
| 493575 | 2015 KY142               | 20 ottobre 2006   | Mt. Lemmon Survey |
| 493576 | 2015 KE143               | 23 gennaio 2006   | Spacewatch        |
| 493577 | 2015 KG143               | 24 gennaio 2007   | Mt. Lemmon Survey |
| 493578 | 2015 KZ144               | 25 gennaio 2014   | Pan-STARRS 1      |
| 493579 | 2015 KE154               | 26 settembre 2011 | Pan-STARRS 1      |
| 493580 | 2015 LA6                 | 9 gennaio 2014    | Mt. Lemmon Survey |
| 493581 | 2015 LS8                 | 25 agosto 2012    | Pan-STARRS 1      |
| 493582 | 2015 LT31                | 15 febbraio 2013  | Pan-STARRS 1      |
| 493583 | 2015 LZ36                | 24 gennaio 2007   | Mt. Lemmon Survey |
| 493584 | 2015 LJ37                | 23 ottobre 2009   | Mt. Lemmon Survey |
| 493585 | 2015 MU                  | 14 novembre 2012  | Spacewatch        |
| 493586 | 2015 MV                  | 30 gennaio 2011   | Pan-STARRS 1      |
| 493587 | 2015 MU7                 | 28 gennaio 2007   | Mt. Lemmon Survey |
| 493588 | 2015 MK20                | 19 novembre 2007  | Spacewatch        |
| 493589 | 2015 MS21                | 19 ottobre 2012   | Pan-STARRS 1      |
| 493590 | 2015 MV21                | 27 settembre 2011 | Mt. Lemmon Survey |
| 493591 | 2015 MD25                | 19 novembre 2003  | Spacewatch        |
| 493592 | 2015 MC28                | 22 ottobre 2012   | Pan-STARRS 1      |
| 493593 | 2015 MB51                | 5 settembre 1999  | Spacewatch        |
| 493594 | 2015 MD65                | 10 febbraio 2008  | Spacewatch        |
| 493595 | 2015 ML70                | 1º novembre 2005  | Spacewatch        |
| 493596 | 2015 MS75                | 3 settembre 2010  | Mt. Lemmon Survey |
| 493597 | 2015 MQ76                | 19 settembre 2007 | Spacewatch        |
| 493598 | 2015 MW76                | 25 ottobre 2011   | Pan-STARRS 1      |
| 493599 | 2015 MU83                | 5 aprile 2014     | Pan-STARRS 1      |
| 493600 | 2015 MS89                | 16 novembre 2000  | Spacewatch        |

## 493601-493700
| Nome   | Designazione provvisoria | Data di scoperta  | Scopritore                                                |
| ------ | ------------------------ | ----------------- | --------------------------------------------------------- |
| 493601 | 2015 MO91                | 19 luglio 2010    | WISE                                                      |
| 493602 | 2015 MP92                | 1º novembre 2008  | Mt. Lemmon Survey                                         |
| 493603 | 2015 MN95                | 27 marzo 2014     | Pan-STARRS 1                                              |
| 493604 | 2015 MD104               | 19 giugno 2010    | WISE                                                      |
| 493605 | 2015 ME114               | 24 novembre 2011  | Pan-STARRS 1                                              |
| 493606 | 2015 MG123               | 1º dicembre 2010  | Mt. Lemmon Survey                                         |
| 493607 | 2015 MO123               | 25 ottobre 2011   | Pan-STARRS 1                                              |
| 493608 | 2015 MZ125               | 7 agosto 2004     | CINEOS                                                    |
| 493609 | 2015 NH8                 | 28 giugno 2010    | WISE                                                      |
| 493610 | 2015 NY8                 | 20 settembre 2011 | Pan-STARRS 1                                              |
| 493611 | 2015 NU9                 | 21 settembre 2008 | Mt. Lemmon Survey                                         |
| 493612 | 2015 OC                  | 26 settembre 2011 | Pan-STARRS 1                                              |
| 493613 | 2015 OR9                 | 4 ottobre 2006    | Mt. Lemmon Survey                                         |
| 493614 | 2015 OZ11                | 4 settembre 2010  | Mt. Lemmon Survey                                         |
| 493615 | 2015 OD15                | 7 febbraio 2013   | Spacewatch                                                |
| 493616 | 2015 OC19                | 9 giugno 2010     | WISE                                                      |
| 493617 | 2015 OG20                | 11 settembre 2004 | LINEAR                                                    |
| 493618 | 2015 ON41                | 27 settembre 2011 | Mt. Lemmon Survey                                         |
| 493619 | 2015 OK70                | 6 gennaio 2013    | Spacewatch                                                |
| 493620 | 2015 OC76                | 29 luglio 2015    | Pan-STARRS 1                                              |
| 493621 | 2015 PH9                 | 29 novembre 1994  | Spacewatch                                                |
| 493622 | 2015 PV9                 | 14 novembre 2006  | Spacewatch                                                |
| 493623 | 2015 PE21                | 20 aprile 2014    | Mt. Lemmon Survey                                         |
| 493624 | 2015 PX24                | 5 settembre 2010  | Mt. Lemmon Survey                                         |
| 493625 | 2015 PL29                | 26 marzo 2009     | Spacewatch                                                |
| 493626 | 2015 PG34                | 11 settembre 2007 | Mt. Lemmon Survey                                         |
| 493627 | 2015 PW35                | 23 settembre 2011 | Pan-STARRS 1                                              |
| 493628 | 2015 PT41                | 2 ottobre 2010    | Spacewatch                                                |
| 493629 | 2015 PU48                | 18 settembre 2006 | Spacewatch                                                |
| 493630 | 2015 PY48                | 23 settembre 2011 | Spacewatch                                                |
| 493631 | 2015 PA69                | 2 settembre 2011  | Pan-STARRS 1                                              |
| 493632 | 2015 PW75                | 25 agosto 2004    | Spacewatch                                                |
| 493633 | 2015 PQ95                | 22 giugno 2004    | Spacewatch                                                |
| 493634 | 2015 PO115               | 24 settembre 2011 | Spacewatch                                                |
| 493635 | 2015 PZ124               | 25 ottobre 2005   | Mt. Lemmon Survey                                         |
| 493636 | 2015 PG141               | 24 settembre 2011 | CSS                                                       |
| 493637 | 2015 PB179               | 31 ottobre 2011   | Mt. Lemmon Survey                                         |
| 493638 | 2015 PD221               | 24 ottobre 2011   | Mt. Lemmon Survey                                         |
| 493639 | 2015 PL239               | 15 febbraio 2013  | Pan-STARRS 1                                              |
| 493640 | 2015 PA253               | 14 febbraio 2010  | Spacewatch                                                |
| 493641 | 2015 PJ263               | 18 gennaio 2013   | Mt. Lemmon Survey                                         |
| 493642 | 2015 PM294               | 25 settembre 1998 | Spacewatch                                                |
| 493643 | 2015 PR302               | 18 ottobre 2011   | Pan-STARRS 1                                              |
| 493644 | 2015 QE7                 | 15 gennaio 2008   | Mt. Lemmon Survey                                         |
| 493645 | 2015 QL9                 | 24 settembre 1960 | van Houten, C. J., van Houten-Groeneveld, I., Gehrels, T. |
| 493646 | 2015 RM                  | 25 dicembre 2005  | Spacewatch                                                |
| 493647 | 2015 RB3                 | 25 luglio 2006    | Mt. Lemmon Survey                                         |
| 493648 | 2015 RX16                | 24 dicembre 2005  | Spacewatch                                                |
| 493649 | 2015 RS21                | 7 gennaio 2006    | Mt. Lemmon Survey                                         |
| 493650 | 2015 RU23                | 4 marzo 2013      | Pan-STARRS 1                                              |
| 493651 | 2015 RY25                | 6 marzo 2008      | Mt. Lemmon Survey                                         |
| 493652 | 2015 RW27                | 19 gennaio 2008   | Mt. Lemmon Survey                                         |
| 493653 | 2015 RJ31                | 28 ottobre 2005   | LINEAR                                                    |
| 493654 | 2015 RY37                | 10 dicembre 2004  | Spacewatch                                                |
| 493655 | 2015 RF50                | 5 marzo 2006      | Spacewatch                                                |
| 493656 | 2015 RN53                | 19 novembre 2008  | Mt. Lemmon Survey                                         |
| 493657 | 2015 RP83                | 15 ottobre 2007   | Spacewatch                                                |
| 493658 | 2015 RU84                | 27 ottobre 2005   | Mt. Lemmon Survey                                         |
| 493659 | 2015 RU86                | 1º settembre 2000 | LINEAR                                                    |
| 493660 | 2015 RV89                | 9 agosto 2004     | LONEOS                                                    |
| 493661 | 2015 RK90                | 8 ottobre 2004    | LONEOS                                                    |
| 493662 | 2015 RV93                | 1º ottobre 2005   | CSS                                                       |
| 493663 | 2015 RW96                | 5 gennaio 2006    | Spacewatch                                                |
| 493664 | 2015 RL98                | 2 aprile 2006     | Spacewatch                                                |
| 493665 | 2015 RC101               | 19 ottobre 2006   | Mt. Lemmon Survey                                         |
| 493666 | 2015 RL102               | 19 settembre 2011 | CSS                                                       |
| 493667 | 2015 RF108               | 24 febbraio 2014  | Pan-STARRS 1                                              |
| 493668 | 2015 RT108               | 24 marzo 2012     | Spacewatch                                                |
| 493669 | 2015 RT114               | 17 ottobre 2001   | Spacewatch                                                |
| 493670 | 2015 RV122               | 29 ottobre 2011   | Pan-STARRS 1                                              |
| 493671 | 2015 RR123               | 21 settembre 2000 | Spacewatch                                                |
| 493672 | 2015 RK191               | 16 ottobre 2007   | Spacewatch                                                |
| 493673 | 2015 RU193               | 26 ottobre 2011   | Pan-STARRS 1                                              |
| 493674 | 2015 RT213               | 6 ottobre 2004    | Spacewatch                                                |
| 493675 | 2015 RP222               | 12 febbraio 2004  | Spacewatch                                                |
| 493676 | 2015 RR222               | 28 ottobre 2005   | Mt. Lemmon Survey                                         |
| 493677 | 2015 RR229               | 9 ottobre 2004    | Spacewatch                                                |
| 493678 | 2015 RT232               | 11 gennaio 2008   | CSS                                                       |
| 493679 | 2015 RA236               | 21 dicembre 2006  | Mt. Lemmon Survey                                         |
| 493680 | 2015 RR236               | 7 gennaio 2009    | Spacewatch                                                |
| 493681 | 2015 RY236               | 20 novembre 2008  | Mt. Lemmon Survey                                         |
| 493682 | 2015 RM238               | 23 novembre 2011  | CSS                                                       |
| 493683 | 2015 RU243               | 6 ottobre 2005    | CSS                                                       |
| 493684 | 2015 SU1                 | 7 settembre 2015  | CSS                                                       |
| 493685 | 2015 SD5                 | 4 novembre 2004   | Spacewatch                                                |
| 493686 | 2015 SR15                | 25 ottobre 2000   | LINEAR                                                    |
| 493687 | 2015 SD17                | 2 aprile 2006     | Mt. Lemmon Survey                                         |
| 493688 | 2015 SH19                | 25 ottobre 2011   | Pan-STARRS 1                                              |
| 493689 | 2015 TV2                 | 21 novembre 2008  | Spacewatch                                                |
| 493690 | 2015 TE25                | 29 dicembre 2008  | Mt. Lemmon Survey                                         |
| 493691 | 2015 TV25                | 20 gennaio 2009   | CSS                                                       |
| 493692 | 2015 TB26                | 2 settembre 2008  | Spacewatch                                                |
| 493693 | 2015 TW26                | 29 novembre 2005  | Spacewatch                                                |
| 493694 | 2015 TY26                | 5 dicembre 2007   | Spacewatch                                                |
| 493695 | 2015 TK43                | 2 gennaio 2000    | Spacewatch                                                |
| 493696 | 2015 TL47                | 19 ottobre 2006   | Spacewatch                                                |
| 493697 | 2015 TM70                | 28 agosto 2005    | Spacewatch                                                |
| 493698 | 2015 TS71                | 28 settembre 2011 | Mt. Lemmon Survey                                         |
| 493699 | 2015 TZ71                | 24 giugno 2014    | Pan-STARRS 1                                              |
| 493700 | 2015 TA72                | 24 aprile 2012    | Mt. Lemmon Survey                                         |

## 493701-493800
| Nome   | Designazione provvisoria | Data di scoperta  | Scopritore             |
| ------ | ------------------------ | ----------------- | ---------------------- |
| 493701 | 2015 TS74                | 9 settembre 2015  | Pan-STARRS 1           |
| 493702 | 2015 TD75                | 13 marzo 2007     | Mt. Lemmon Survey      |
| 493703 | 2015 TP75                | 19 novembre 2008  | Mt. Lemmon Survey      |
| 493704 | 2015 TJ81                | 28 agosto 2015    | Pan-STARRS 1           |
| 493705 | 2015 TC83                | 25 ottobre 2011   | Pan-STARRS 1           |
| 493706 | 2015 TB87                | 16 aprile 2010    | WISE                   |
| 493707 | 2015 TD101               | 28 settembre 2006 | Spacewatch             |
| 493708 | 2015 TN107               | 2 aprile 2009     | Mt. Lemmon Survey      |
| 493709 | 2015 TP108               | 15 marzo 2012     | Mt. Lemmon Survey      |
| 493710 | 2015 TG109               | 26 luglio 2011    | Pan-STARRS 1           |
| 493711 | 2015 TP111               | 17 marzo 2007     | Spacewatch             |
| 493712 | 2015 TB112               | 26 settembre 2006 | Mt. Lemmon Survey      |
| 493713 | 2015 TK112               | 4 gennaio 2012    | Mt. Lemmon Survey      |
| 493714 | 2015 TQ119               | 22 giugno 2014    | Pan-STARRS 1           |
| 493715 | 2015 TL120               | 27 settembre 2006 | Spacewatch             |
| 493716 | 2015 TL121               | 1º giugno 2010    | WISE                   |
| 493717 | 2015 TG125               | 18 gennaio 2012   | Spacewatch             |
| 493718 | 2015 TQ137               | 17 gennaio 2013   | Mt. Lemmon Survey      |
| 493719 | 2015 TE147               | 29 marzo 2014     | Mt. Lemmon Survey      |
| 493720 | 2015 TB149               | 25 settembre 2008 | Mt. Lemmon Survey      |
| 493721 | 2015 TG150               | 6 settembre 2015  | Pan-STARRS 1           |
| 493722 | 2015 TB153               | 23 agosto 2011    | Pan-STARRS 1           |
| 493723 | 2015 TN158               | 15 ottobre 1996   | Spacewatch             |
| 493724 | 2015 TZ158               | 27 maggio 2009    | Spacewatch             |
| 493725 | 2015 TX165               | 19 settembre 2006 | CSS                    |
| 493726 | 2015 TQ169               | 9 settembre 2015  | Pan-STARRS 1           |
| 493727 | 2015 TC170               | 3 dicembre 2012   | Mt. Lemmon Survey      |
| 493728 | 2015 TN170               | 7 settembre 2008  | Mt. Lemmon Survey      |
| 493729 | 2015 TA173               | 9 ottobre 2015    | Pan-STARRS 1           |
| 493730 | 2015 TM175               | 2 aprile 2013     | Pan-STARRS 1           |
| 493731 | 2015 TO177               | 28 ottobre 2008   | Mt. Lemmon Survey      |
| 493732 | 2015 TP177               | 23 agosto 2004    | Siding Spring Survey   |
| 493733 | 2015 TU177               | 23 settembre 2008 | Mt. Lemmon Survey      |
| 493734 | 2015 TK193               | 14 settembre 1998 | Spacewatch             |
| 493735 | 2015 TP195               | 6 dicembre 2011   | Pan-STARRS 1           |
| 493736 | 2015 TU195               | 1º ottobre 2011   | Mt. Lemmon Survey      |
| 493737 | 2015 TL198               | 3 ottobre 1997    | Spacewatch             |
| 493738 | 2015 TJ200               | 8 febbraio 2010   | WISE                   |
| 493739 | 2015 TV201               | 8 settembre 2015  | PMO NEO Survey Program |
| 493740 | 2015 TR202               | 17 marzo 2004     | Spacewatch             |
| 493741 | 2015 TO203               | 11 maggio 1996    | Spacewatch             |
| 493742 | 2015 TB204               | 21 aprile 2006    | Mt. Lemmon Survey      |
| 493743 | 2015 TE205               | 7 ottobre 2004    | LINEAR                 |
| 493744 | 2015 TQ214               | 2 gennaio 2009    | Mt. Lemmon Survey      |
| 493745 | 2015 TB222               | 24 ottobre 2011   | Mt. Lemmon Survey      |
| 493746 | 2015 TZ224               | 5 novembre 2004   | Spacewatch             |
| 493747 | 2015 TM234               | 24 settembre 2009 | Mt. Lemmon Survey      |
| 493748 | 2015 TN243               | 31 gennaio 2008   | CSS                    |
| 493749 | 2015 TS249               | 24 ottobre 2011   | Mt. Lemmon Survey      |
| 493750 | 2015 TZ251               | 31 agosto 2011    | Pan-STARRS 1           |
| 493751 | 2015 TR256               | 13 gennaio 2010   | WISE                   |
| 493752 | 2015 TZ259               | 26 settembre 1998 | Spacewatch             |
| 493753 | 2015 TL260               | 25 aprile 2006    | Mt. Lemmon Survey      |
| 493754 | 2015 TV274               | 26 ottobre 2011   | Pan-STARRS 1           |
| 493755 | 2015 TA293               | 1º ottobre 2005   | Mt. Lemmon Survey      |
| 493756 | 2015 TP298               | 5 dicembre 2010   | Pan-STARRS 1           |
| 493757 | 2015 TU303               | 3 marzo 2006      | Spacewatch             |
| 493758 | 2015 TA306               | 11 maggio 2010    | Spacewatch             |
| 493759 | 2015 TC306               | 13 novembre 2007  | Mt. Lemmon Survey      |
| 493760 | 2015 TQ311               | 21 gennaio 2013   | Pan-STARRS 1           |
| 493761 | 2015 TO314               | 20 dicembre 2009  | Mt. Lemmon Survey      |
| 493762 | 2015 TY319               | 22 ottobre 2012   | Pan-STARRS 1           |
| 493763 | 2015 TH321               | 28 luglio 2010    | WISE                   |
| 493764 | 2015 TY336               | 28 luglio 2011    | Pan-STARRS 1           |
| 493765 | 2015 TB337               | 22 ottobre 2006   | CSS                    |
| 493766 | 2015 TY345               | 10 dicembre 2004  | Spacewatch             |
| 493767 | 2015 TY348               | 20 ottobre 2007   | Mt. Lemmon Survey      |
| 493768 | 2015 TJ350               | 23 ottobre 2004   | Spacewatch             |
| 493769 | 2015 UD2                 | 14 marzo 2013     | Mt. Lemmon Survey      |
| 493770 | 2015 UG7                 | 23 ottobre 2011   | Pan-STARRS 1           |
| 493771 | 2015 UH8                 | 24 settembre 2008 | Spacewatch             |
| 493772 | 2015 UP9                 | 12 marzo 2002     | Spacewatch             |
| 493773 | 2015 UT10                | 18 novembre 2008  | Spacewatch             |
| 493774 | 2015 UD12                | 24 settembre 2006 | Spacewatch             |
| 493775 | 2015 UN20                | 18 aprile 2007    | Mt. Lemmon Survey      |
| 493776 | 2015 UH22                | 30 dicembre 2007  | Mt. Lemmon Survey      |
| 493777 | 2015 UQ25                | 14 febbraio 2010  | Spacewatch             |
| 493778 | 2015 UA27                | 18 gennaio 2008   | Mt. Lemmon Survey      |
| 493779 | 2015 UC39                | 4 febbraio 2005   | Mt. Lemmon Survey      |
| 493780 | 2015 UX39                | 27 agosto 2011    | Pan-STARRS 1           |
| 493781 | 2015 UE40                | 8 ottobre 2007    | Mt. Lemmon Survey      |
| 493782 | 2015 UT42                | 30 gennaio 2012   | Mt. Lemmon Survey      |
| 493783 | 2015 UX43                | 2 marzo 2012      | Spacewatch             |
| 493784 | 2015 UE45                | 8 febbraio 2013   | Pan-STARRS 1           |
| 493785 | 2015 UL46                | 12 aprile 2013    | Mt. Lemmon Survey      |
| 493786 | 2015 UL48                | 2 gennaio 2009    | Mt. Lemmon Survey      |
| 493787 | 2015 UM48                | 25 dicembre 2006  | LONEOS                 |
| 493788 | 2015 UT55                | 2 aprile 2009     | Spacewatch             |
| 493789 | 2015 UG63                | 12 ottobre 2010   | Spacewatch             |
| 493790 | 2015 UL66                | 21 gennaio 2010   | WISE                   |
| 493791 | 2015 UO68                | 30 agosto 2005    | Spacewatch             |
| 493792 | 2015 UX68                | 30 agosto 2011    | Spacewatch             |
| 493793 | 2015 UM72                | 12 dicembre 2004  | Spacewatch             |
| 493794 | 2015 UJ80                | 1º febbraio 2005  | CSS                    |
| 493795 | 2015 UV81                | 30 gennaio 2011   | CSS                    |
| 493796 | 2015 UP83                | 10 settembre 2004 | LINEAR                 |
| 493797 | 2015 VZ5                 | 1º aprile 2013    | Mt. Lemmon Survey      |
| 493798 | 2015 VK6                 | 3 dicembre 2010   | CSS                    |
| 493799 | 2015 VR24                | 18 novembre 2008  | Spacewatch             |
| 493800 | 2015 VX25                | 2 febbraio 2009   | Mt. Lemmon Survey      |

## 493801-493900
| Nome   | Designazione provvisoria | Data di scoperta  | Scopritore        |
| ------ | ------------------------ | ----------------- | ----------------- |
| 493801 | 2015 VM28                | 9 ottobre 2004    | Spacewatch        |
| 493802 | 2015 VV29                | 27 febbraio 2009  | CSS               |
| 493803 | 2015 VL38                | 17 settembre 2010 | Mt. Lemmon Survey |
| 493804 | 2015 VO41                | 19 gennaio 2012   | Mt. Lemmon Survey |
| 493805 | 2015 VH55                | 10 gennaio 2013   | Pan-STARRS 1      |
| 493806 | 2015 VV63                | 18 novembre 2011  | Spacewatch        |
| 493807 | 2015 VB67                | 9 settembre 2004  | LINEAR            |
| 493808 | 2015 VV67                | 13 giugno 2004    | Spacewatch        |
| 493809 | 2015 VT72                | 11 novembre 1998  | LONEOS            |
| 493810 | 2015 VK74                | 3 novembre 2005   | CSS               |
| 493811 | 2015 VF83                | 23 marzo 2006     | Mt. Lemmon Survey |
| 493812 | 2015 VV95                | 29 novembre 2000  | Spacewatch        |
| 493813 | 2015 VT96                | 18 settembre 2011 | Mt. Lemmon Survey |
| 493814 | 2015 VY97                | 21 aprile 2009    | Mt. Lemmon Survey |
| 493815 | 2015 VX98                | 13 gennaio 2005   | Spacewatch        |
| 493816 | 2015 VL101               | 3 gennaio 2013    | Mt. Lemmon Survey |
| 493817 | 2015 VC102               | 19 aprile 2009    | Spacewatch        |
| 493818 | 2015 VK102               | 9 ottobre 2004    | Spacewatch        |
| 493819 | 2015 VN112               | 2 maggio 2009     | OAM               |
| 493820 | 2015 VU113               | 17 agosto 2009    | Spacewatch        |
| 493821 | 2015 VD114               | 30 gennaio 2004   | Spacewatch        |
| 493822 | 2015 VJ118               | 3 novembre 2008   | Mt. Lemmon Survey |
| 493823 | 2015 VK119               | 10 dicembre 2004  | Spacewatch        |
| 493824 | 2015 VR119               | 9 novembre 2004   | CSS               |
| 493825 | 2015 VC120               | 19 giugno 2010    | Mt. Lemmon Survey |
| 493826 | 2015 VV120               | 16 dicembre 2003  | Spacewatch        |
| 493827 | 2015 VY120               | 26 novembre 2011  | Spacewatch        |
| 493828 | 2015 VZ122               | 24 settembre 2011 | CSS               |
| 493829 | 2015 VB124               | 27 aprile 2010    | WISE              |
| 493830 | 2015 VC127               | 20 settembre 2011 | Pan-STARRS 1      |
| 493831 | 2015 VA129               | 10 aprile 2013    | Pan-STARRS 1      |
| 493832 | 2015 VF129               | 11 febbraio 2004  | Spacewatch        |
| 493833 | 2015 VL129               | 25 marzo 2012     | Mt. Lemmon Survey |
| 493834 | 2015 VS131               | 28 novembre 2010  | Spacewatch        |
| 493835 | 2015 VT133               | 25 agosto 2011    | OAM               |
| 493836 | 2015 VT136               | 4 novembre 2010   | Mt. Lemmon Survey |
| 493837 | 2015 VO141               | 17 settembre 2011 | OAM               |
| 493838 | 2015 VT146               | 2 gennaio 2012    | Mt. Lemmon Survey |
| 493839 | 2015 VK150               | 15 settembre 2014 | Pan-STARRS 1      |
| 493840 | 2015 WP                  | 26 gennaio 2006   | Mt. Lemmon Survey |
| 493841 | 2015 WA3                 | 17 settembre 2004 | Spacewatch        |
| 493842 | 2015 WK6                 | 6 ottobre 2004    | Spacewatch        |
| 493843 | 2015 WS6                 | 29 gennaio 2004   | LINEAR            |
| 493844 | 2015 WT9                 | 14 maggio 2012    | Pan-STARRS 1      |
| 493845 | 2015 WF15                | 10 dicembre 2004  | LINEAR            |
| 493846 | 2015 WT15                | 29 dicembre 2011  | Mt. Lemmon Survey |
| 493847 | 2015 XA9                 | 4 ottobre 2006    | Mt. Lemmon Survey |
| 493848 | 2015 XB10                | 6 settembre 2008  | Mt. Lemmon Survey |
| 493849 | 2015 XC27                | 20 febbraio 2009  | Spacewatch        |
| 493850 | 2015 XQ31                | 17 aprile 2009    | Mt. Lemmon Survey |
| 493851 | 2015 XP37                | 28 febbraio 2008  | Spacewatch        |
| 493852 | 2015 XX40                | 4 novembre 2004   | Spacewatch        |
| 493853 | 2015 XC54                | 18 agosto 2014    | Pan-STARRS 1      |
| 493854 | 2015 XJ56                | 13 gennaio 2008   | Mt. Lemmon Survey |
| 493855 | 2015 XC57                | 5 giugno 2014     | Pan-STARRS 1      |
| 493856 | 2015 XJ57                | 22 ottobre 2011   | Mt. Lemmon Survey |
| 493857 | 2015 XU57                | 26 luglio 2011    | Pan-STARRS 1      |
| 493858 | 2015 XB59                | 19 ottobre 2006   | Spacewatch        |
| 493859 | 2015 XA61                | 13 marzo 2012     | CSS               |
| 493860 | 2015 XX61                | 23 settembre 2011 | Pan-STARRS 1      |
| 493861 | 2015 XB62                | 14 febbraio 2010  | Spacewatch        |
| 493862 | 2015 XE62                | 25 gennaio 2012   | Pan-STARRS 1      |
| 493863 | 2015 XS65                | 24 marzo 2012     | Mt. Lemmon Survey |
| 493864 | 2015 XY65                | 22 ottobre 2011   | Mt. Lemmon Survey |
| 493865 | 2015 XO67                | 30 agosto 2011    | Pan-STARRS 1      |
| 493866 | 2015 XL79                | 20 novembre 2008  | Mt. Lemmon Survey |
| 493867 | 2015 XD81                | 1º febbraio 2012  | Mt. Lemmon Survey |
| 493868 | 2015 XQ82                | 27 settembre 2006 | Spacewatch        |
| 493869 | 2015 XQ91                | 30 novembre 2011  | Mt. Lemmon Survey |
| 493870 | 2015 XW97                | 31 dicembre 2007  | Spacewatch        |
| 493871 | 2015 XA101               | 14 marzo 2007     | Mt. Lemmon Survey |
| 493872 | 2015 XQ101               | 28 giugno 2014    | Pan-STARRS 1      |
| 493873 | 2015 XP102               | 16 aprile 2012    | Pan-STARRS 1      |
| 493874 | 2015 XF108               | 14 settembre 2007 | Spacewatch        |
| 493875 | 2015 XM108               | 28 luglio 2014    | Pan-STARRS 1      |
| 493876 | 2015 XO109               | 25 dicembre 2005  | Spacewatch        |
| 493877 | 2015 XW109               | 7 febbraio 2008   | Mt. Lemmon Survey |
| 493878 | 2015 XR110               | 1º dicembre 2005  | Mt. Lemmon Survey |
| 493879 | 2015 XV110               | 8 novembre 2007   | Mt. Lemmon Survey |
| 493880 | 2015 XW111               | 8 aprile 2008     | Mt. Lemmon Survey |
| 493881 | 2015 XK113               | 26 settembre 2011 | Mt. Lemmon Survey |
| 493882 | 2015 XE127               | 8 maggio 2013     | Pan-STARRS 1      |
| 493883 | 2015 XW139               | 31 gennaio 2009   | Spacewatch        |
| 493884 | 2015 XY160               | 22 agosto 2014    | Pan-STARRS 1      |
| 493885 | 2015 XC161               | 3 dicembre 2010   | Mt. Lemmon Survey |
| 493886 | 2015 XC164               | 26 ottobre 2011   | Pan-STARRS 1      |
| 493887 | 2015 XV165               | 18 settembre 2003 | Spacewatch        |
| 493888 | 2015 XG166               | 5 marzo 2008      | Mt. Lemmon Survey |
| 493889 | 2015 XP167               | 18 settembre 2010 | Mt. Lemmon Survey |
| 493890 | 2015 XL170               | 18 settembre 2011 | Mt. Lemmon Survey |
| 493891 | 2015 XX193               | 24 ottobre 2011   | Spacewatch        |
| 493892 | 2015 XE196               | 11 novembre 2010  | Mt. Lemmon Survey |
| 493893 | 2015 XZ201               | 11 aprile 2013    | Mt. Lemmon Survey |
| 493894 | 2015 XY215               | 22 agosto 2014    | Pan-STARRS 1      |
| 493895 | 2015 XK221               | 14 gennaio 2011   | Mt. Lemmon Survey |
| 493896 | 2015 XS226               | 20 gennaio 2009   | Mt. Lemmon Survey |
| 493897 | 2015 XZ230               | 29 novembre 2011  | Spacewatch        |
| 493898 | 2015 XZ232               | 2 novembre 2010   | Mt. Lemmon Survey |
| 493899 | 2015 XT233               | 10 gennaio 2008   | Mt. Lemmon Survey |
| 493900 | 2015 XX234               | 16 aprile 2013    | Pan-STARRS 1      |

## 493901-494000
| Nome   | Designazione provvisoria | Data di scoperta  | Scopritore        |
| ------ | ------------------------ | ----------------- | ----------------- |
| 493901 | 2015 XD235               | 25 settembre 2011 | Pan-STARRS 1      |
| 493902 | 2015 XT262               | 21 ottobre 2011   | Pan-STARRS 1      |
| 493903 | 2015 XU266               | 25 ottobre 2005   | Mt. Lemmon Survey |
| 493904 | 2015 XH280               | 15 gennaio 2004   | Spacewatch        |
| 493905 | 2015 XH283               | 8 maggio 2013     | Pan-STARRS 1      |
| 493906 | 2015 XK287               | 29 dicembre 2008  | Mt. Lemmon Survey |
| 493907 | 2015 XD289               | 18 gennaio 2008   | Mt. Lemmon Survey |
| 493908 | 2015 XX309               | 10 maggio 2007    | Spacewatch        |
| 493909 | 2015 XV310               | 7 aprile 2006     | Spacewatch        |
| 493910 | 2015 XC311               | 20 settembre 2009 | Spacewatch        |
| 493911 | 2015 XU320               | 26 dicembre 2005  | Spacewatch        |
| 493912 | 2015 XQ324               | 25 ottobre 2011   | Pan-STARRS 1      |
| 493913 | 2015 XZ325               | 28 agosto 2014    | Pan-STARRS 1      |
| 493914 | 2015 XU327               | 28 agosto 2014    | Pan-STARRS 1      |
| 493915 | 2015 XF328               | 25 aprile 2007    | Mt. Lemmon Survey |
| 493916 | 2015 XW328               | 16 novembre 2006  | Mt. Lemmon Survey |
| 493917 | 2015 XX328               | 20 agosto 2014    | Pan-STARRS 1      |
| 493918 | 2015 XL329               | 18 agosto 2014    | Pan-STARRS 1      |
| 493919 | 2015 XX330               | 13 aprile 2013    | Pan-STARRS 1      |
| 493920 | 2015 XX334               | 22 agosto 2014    | Pan-STARRS 1      |
| 493921 | 2015 XK335               | 15 ottobre 2009   | Spacewatch        |
| 493922 | 2015 XL335               | 30 luglio 2014    | Spacewatch        |
| 493923 | 2015 XS335               | 18 novembre 2006  | Spacewatch        |
| 493924 | 2015 XC338               | 3 agosto 2014     | Pan-STARRS 1      |
| 493925 | 2015 XQ340               | 20 novembre 2009  | Mt. Lemmon Survey |
| 493926 | 2015 XR345               | 10 giugno 2007    | Spacewatch        |
| 493927 | 2015 XS364               | 26 gennaio 2011   | Spacewatch        |
| 493928 | 2015 XP366               | 2 ottobre 2006    | Mt. Lemmon Survey |
| 493929 | 2015 XS366               | 2 febbraio 2006   | Spacewatch        |
| 493930 | 2015 XQ368               | 7 febbraio 2008   | Mt. Lemmon Survey |
| 493931 | 2015 XU368               | 19 dicembre 2003  | Spacewatch        |
| 493932 | 2015 XJ375               | 27 aprile 2009    | Spacewatch        |
| 493933 | 2015 XS381               | 3 agosto 2014     | Pan-STARRS 1      |
| 493934 | 2015 YJ4                 | 10 ottobre 2010   | Mt. Lemmon Survey |
| 493935 | 2015 YS8                 | 26 ottobre 2005   | Spacewatch        |
| 493936 | 2015 YP9                 | 30 novembre 1999  | Spacewatch        |
| 493937 | 2016 AG                  | 23 febbraio 2011  | CSS               |
| 493938 | 2016 AH1                 | 8 novembre 2009   | Spacewatch        |
| 493939 | 2016 AZ3                 | 13 marzo 2012     | Mt. Lemmon Survey |
| 493940 | 2016 AT6                 | 3 dicembre 2004   | Spacewatch        |
| 493941 | 2016 AD9                 | 30 maggio 2008    | Mt. Lemmon Survey |
| 493942 | 2016 AR10                | 22 aprile 2012    | Mt. Lemmon Survey |
| 493943 | 2016 AB11                | 4 marzo 2010      | WISE              |
| 493944 | 2016 AR15                | 5 dicembre 2010   | Mt. Lemmon Survey |
| 493945 | 2016 AK22                | 30 gennaio 2011   | Pan-STARRS 1      |
| 493946 | 2016 AL22                | 17 dicembre 2003  | Spacewatch        |
| 493947 | 2016 AN22                | 28 febbraio 2012  | Pan-STARRS 1      |
| 493948 | 2016 AH24                | 3 settembre 2008  | Spacewatch        |
| 493949 | 2016 AP27                | 11 giugno 2004    | Spacewatch        |
| 493950 | 2016 AW27                | 8 novembre 2009   | Mt. Lemmon Survey |
| 493951 | 2016 AC33                | 10 aprile 2003    | Spacewatch        |
| 493952 | 2016 AG33                | 14 aprile 2008    | Mt. Lemmon Survey |
| 493953 | 2016 AU43                | 25 marzo 2011     | Pan-STARRS 1      |
| 493954 | 2016 AP44                | 3 febbraio 2010   | WISE              |
| 493955 | 2016 AF45                | 10 marzo 2007     | Mt. Lemmon Survey |
| 493956 | 2016 AL46                | 21 maggio 2006    | Spacewatch        |
| 493957 | 2016 AS47                | 6 gennaio 2006    | Mt. Lemmon Survey |
| 493958 | 2016 AW50                | 7 dicembre 2005   | Spacewatch        |
| 493959 | 2016 AG51                | 14 maggio 2012    | Mt. Lemmon Survey |
| 493960 | 2016 AJ52                | 20 giugno 2004    | Spacewatch        |
| 493961 | 2016 AJ53                | 7 febbraio 2010   | WISE              |
| 493962 | 2016 AU55                | 30 gennaio 2011   | Pan-STARRS 1      |
| 493963 | 2016 AA56                | 27 luglio 2009    | Spacewatch        |
| 493964 | 2016 AD58                | 18 novembre 2007  | Mt. Lemmon Survey |
| 493965 | 2016 AY58                | 18 maggio 2012    | Pan-STARRS 1      |
| 493966 | 2016 AX60                | 20 giugno 2013    | Pan-STARRS 1      |
| 493967 | 2016 AD64                | 22 novembre 2009  | Spacewatch        |
| 493968 | 2016 AR66                | 28 marzo 2008     | Mt. Lemmon Survey |
| 493969 | 2016 AT66                | 12 febbraio 2010  | WISE              |
| 493970 | 2016 AP67                | 5 febbraio 2011   | CSS               |
| 493971 | 2016 AM68                | 25 febbraio 2010  | WISE              |
| 493972 | 2016 AP68                | 9 ottobre 1999    | LINEAR            |
| 493973 | 2016 AP71                | 7 giugno 2008     | Spacewatch        |
| 493974 | 2016 AG73                | 22 ottobre 2008   | Spacewatch        |
| 493975 | 2016 AN73                | 10 dicembre 2009  | Mt. Lemmon Survey |
| 493976 | 2016 AU74                | 27 marzo 2011     | Spacewatch        |
| 493977 | 2016 AE76                | 11 febbraio 1994  | Spacewatch        |
| 493978 | 2016 AY78                | 2 agosto 2013     | Pan-STARRS 1      |
| 493979 | 2016 AV80                | 20 agosto 2014    | Pan-STARRS 1      |
| 493980 | 2016 AM81                | 19 febbraio 2010  | WISE              |
| 493981 | 2016 AS81                | 15 marzo 2012     | Mt. Lemmon Survey |
| 493982 | 2016 AW88                | 15 dicembre 2006  | Spacewatch        |
| 493983 | 2016 AV90                | 8 novembre 2010   | Mt. Lemmon Survey |
| 493984 | 2016 AB97                | 8 gennaio 2011    | Mt. Lemmon Survey |
| 493985 | 2016 AJ98                | 3 ottobre 2014    | Mt. Lemmon Survey |
| 493986 | 2016 AZ98                | 24 settembre 2009 | Mt. Lemmon Survey |
| 493987 | 2016 AT101               | 13 luglio 2013    | Pan-STARRS 1      |
| 493988 | 2016 AX101               | 23 ottobre 2003   | Spacewatch        |
| 493989 | 2016 AX102               | 23 febbraio 2007  | CSS               |
| 493990 | 2016 AF103               | 14 luglio 2013    | Pan-STARRS 1      |
| 493991 | 2016 AO103               | 13 luglio 2013    | Pan-STARRS 1      |
| 493992 | 2016 AV103               | 23 novembre 2014  | Pan-STARRS 1      |
| 493993 | 2016 AA105               | 25 gennaio 2007   | Spacewatch        |
| 493994 | 2016 AX105               | 6 agosto 2014     | Pan-STARRS 1      |
| 493995 | 2016 AC106               | 9 marzo 2011      | Mt. Lemmon Survey |
| 493996 | 2016 AF106               | 22 giugno 2007    | Spacewatch        |
| 493997 | 2016 AO106               | 13 febbraio 2011  | Mt. Lemmon Survey |
| 493998 | 2016 AU106               | 19 maggio 2012    | Mt. Lemmon Survey |
| 493999 | 2016 AS110               | 4 marzo 2005      | Mt. Lemmon Survey |
| 494000 | 2016 AT110               | 21 aprile 2012    | Mt. Lemmon Survey |